# Галишева
Галишева — деревня в Ирбитском муниципальном образовании Свердловской области. Входит в состав Харловского сельсовета.

## История
В «Списке населенных мест Российской империи» 1869 года Галишева упомянута как деревня Галимова старая (Галишева) Ирбитского уезда Пермской губернии, при речке Кирге, расположенная в 28 верстах от уездного города Ирбит. В деревне насчитывалось 28 дворов и проживало 324 человека (153 мужчины и 171 женщина).

## География
Деревня находится в юго-восточной части области, на расстоянии 29 километров к югу от города Ирбит, преимущественно на левом берегу реки Кирга (правый приток реки Ница), выше устья двух притоков (рек Трестовка (левый) и Кочёвка (правый)).
Абсолютная высота — 102 метра над уровнем моря.

## Население
| 2002 | 2010 | 2021 |
| ---- | ---- | ---- |
| 155  | ↘139 | ↘96  |

Согласно результатам переписи 2002 года, в национальной структуре населения русские составляли 86 % из 155 чел.

## Улицы
Уличная сеть деревни состоит из одной улицы (ул. Галишевская).